# Atlanta United Football Club
Atlanta United Football Club, mais conhecido como Atlanta United, é um clube de futebol profissional dos Estados Unidos, sediado na cidade de Atlanta, Geórgia, que compete na Major League Soccer (MLS), fazendo parte da Conferência Leste. 
Manda seus jogos no Mercedes-Benz Stadium, que eles compartilham com a franquia da National Football League (NFL) da cidade, o Atlanta Falcons. Ambos são de propriedade de Arthur Blank, cofundador do The Home Depot. O clube ainda possui uma subdivisão reserva chamada Atlanta United 2, que joga na MLS Next Pro.
O Atlanta United estabeleceu vários recordes de público da liga, como de maior partida única e frequência média. Em 2021, o Sportico estimou que o clube era o segundo mais valioso da liga, no valor de aproximadamente US$ 845 milhões.

## História

### Fundação
Na época em que a equipe foi anunciada, a cidade de Atlanta era a maior área metropolitana sem uma franquia na MLS. O proprietário do Atlanta Falcons, Arthur Blank, apresentou uma oferta para uma franquia de expansão em 2008, mas retirou a oferta no início de 2009 devido a deficiências orçamentárias do governo estadual e local e à incapacidade de Blank de encontrar parceiros para construir um estádio apropriado para a equipe proposta. Em 31 de maio de 2011, o Atlanta Thrashers da NHL foi vendido para a True North Sports & Entertainment, que anunciou que mudaria a equipe para Winnipeg e mudaria a marca como Winnipeg Jets. A realocação dos Thrashers ajudou a reiniciar os esforços e as negociações de trazer uma equipe de expansão da MLS para Atlanta.
Em 16 de abril de 2014, Blank anunciou que a MLS havia concedido uma franquia de expansão ao seu grupo, e a equipe começaria a jogar em 2017. Atlanta se tornou a segunda franquia premiada no sudeste dos Estados Unidos em cinco meses, após o anúncio do Orlando City SC no final de 2013. O sudeste estava sem uma equipe da MLS desde que o Miami Fusion e o Tampa Bay Mutiny foram dissolvidos em 2001.

### Temporada inaugural
O primeiro jogo da temporada regular da MLS do Atlanta foi disputado em 5 de março de 2017, no Bobby Dodd Stadium, com 55.297 espectadores. Yamil Asad marcou o primeiro gol da história da equipe em uma derrota por 2 a 1 para o New York Red Bulls. Uma semana depois, a equipe registrou sua primeira vitória ao vencer o Minnesota United fora de casa por 6 a 1. Em 18 de março de 2017, a equipe registrou sua primeira vitória em casa, batendo o Chicago Fire por 4 a 0 na frente de um Bobby Dodd Stadium esgotado. Após sua mudança para o Mercedes-Benz Stadium, a equipe continuou liderando a liga em presença de público e teve uma média de mais de 48.000 em suas partidas em casa, quebrando recordes de participação em um único jogo da MLS e de participação média em uma única temporada para um time de futebol dos EUA. Atlanta conquistou uma vaga nas eliminatórias, tornando-se a terceira equipe de expansão da MLS a fazê-lo em sua temporada inaugural, terminando empatado em terceiro lugar na Conferência Leste; devido às regras de desempate, Atlanta ficou em quarto lugar. Em seu primeiro jogo das eliminatórias, a equipe enfrentou o Columbus Crew e estabeleceu um recorde de público da MLS para um jogo de eliminatórias com 67.221 espectadores presentes. Após 120 minutos de ação sem gols, a partida foi decidida por uma disputa de pênaltis, que Columbus venceu por 3 a 1 para eliminar o Atlanta.

### Campeões na segunda temporada

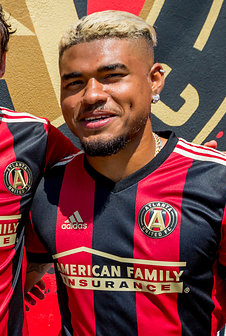
Josef Martínez foi o MVP da MLS quando o Atlanta venceu o campeonato em 2018.

Em sua segunda temporada regular, o Atlanta terminou em segundo lugar na Conferência Leste, bem como no Supporters' Shield. O clube se classificou para as eliminatórias pelo segundo ano consecutivo e se sagrou campeão da Conferência, avançando para a MLS Cup de 2018 depois de vencer o New York City FC e o New York Red Bulls. Na final em 8 de dezembro, a equipe venceu o Portland Timbers, trazendo à cidade de Atlanta seu primeiro grande campeonato esportivo desde que o Atlanta Braves da MLB venceu a World Series de 1995. A vitória qualificou o Atlanta para a Liga dos Campeões da CONCACAF de 2019, marcando a primeira vez que o Atlanta se classificou para a competição continental.
A vitória também permitiu que Gerardo Martino, que havia anunciado no início da temporada que não retornaria para a campanha de 2019, terminasse seu mandato de dois anos com uma nota alta. Josef Martínez foi nomeado MVP da liga, enquanto Martino foi nomeado Treinador do Ano.

### 2019–presente
Martino deixou o clube após seu triunfo na MLS Cup para assumir o cargo de treinador da Seleção Mexicana. Ele foi substituído por Frank de Boer. 
Na segunda edição da Campeones Cup, o Atlanta derrotou o Club América por 3 a 2, vencendo o troféu e se tornando o primeiro clube dos Estados Unidos a derrotar um time mexicano nesta competição.
De Boer também levou o clube a vencer a U.S. Open Cup de 2019, depois de derrotar o Minnesota United por 2 a 1 na final.

## Títulos
| CONTINENTAIS | CONTINENTAIS      | CONTINENTAIS | CONTINENTAIS |
|              | Competição        | Títulos      | Temporadas   |
| ------------ | ----------------- | ------------ | ------------ |
|              | Campeones Cup     | 1            | 2019         |
| NACIONAIS    |                   |              |              |
|              | Competição        | Títulos      | Temporadas   |
|              | MLS Cup           | 1            | 2018         |
|              | U.S. Open Cup     | 1            | 2019         |
| REGIONAIS    |                   |              |              |
|              | Competição        | Títulos      | Temporadas   |
|              | Conferência Leste | 1            | 2018         |

## Uniformes
| 2017 | Ver evolução | Atual |

## Estatísticas

### Participações
|  | Participações em 2020 |

| Competição     | Competição                    | Temporadas | Melhor campanha         | Estreia | Última | P | R |
| Estados Unidos | Major League Soccer           | 4          | Campeão (2018)          | 2017    | 2020   |   |   |
| Estados Unidos | Lamar Hunt U.S. Open Cup      | 4          | Campeão (2019)          | 2017    | 2020   |   |   |
|                | Liga dos Campeões da CONCACAF | 2          | Quartas-de-final (2019) | 2019    | 2020   |   |   |

## Elenco
Atualizado 2 de fevereiro de 2025.
Legenda
- : Capitão
- : Jogador lesionado